# Rzym (województwo pomorskie)
Rzym (do 2011 Smolnik; dodatkowa nazwa w j. kaszub. Rzim) – osada w Polsce, położona w województwie pomorskim, w powiecie kościerskim, w gminie Lipusz.
Leży na Pojezierzu Kaszubskiem, ok. 0,7 km na północny wschód od jeziora Sarnowiec Mały.
1 stycznia 2011 r. zmieniono urzędowo nazwę osady ze Smolnik na Rzym. Do 2024 r. miejscowość była osadą wsi Śluza.